# Sliven (Bulgària)
|  | Per a altres significats, vegeu «Sliven». |

Sliven és la vuitena ciutat més gran a Bulgària i el centre administratiu i industrial de la província de Sliven. És una ciutat relativament gran amb 91.042 habitants (2011). Sliven és famosa pel seu Haiduc búlgar qui va combatre contra els turcs otomans al segle xix i és coneguda com la "Ciutat dels 100 voivodes".
El famós massís rocós Sninite Kamani, i el parc nacional associat, l'aire fresc i les deus d'aigües minerals ofereixen diverses oportunitats per al turisme. Els inversors estan explorant l'oportunitat d'utilitzar el famós vent local (Bora) per a la producció d'electricitat.
Durant el temps de la dominació otomana, els oficials turcs van penjar als revolucionaris búlgars en un arbre concret. En els temps moderns, la ciutat fa tot el possible per mantenir l'arbre viu amb l'addició de ciment a la base.
El puig Sliven a l'Illa Livingston a les Illes Shetland del Sud, Antàrtida porta el seu nom en honor de la ciutat.

## Geografia

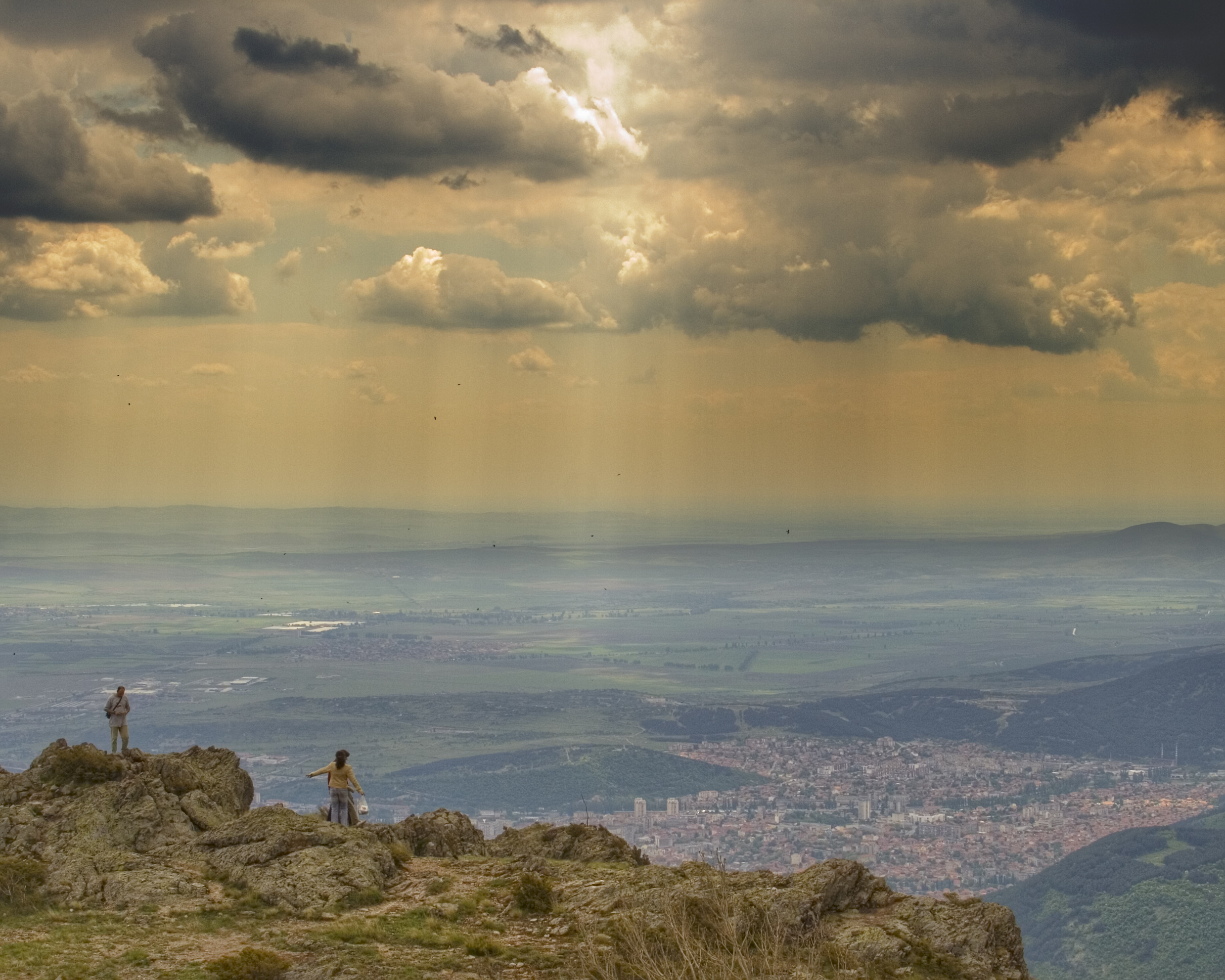
Vista de Sliven en la Plana tràcia superior dels Balcans.

Sliven està situada a 300 quilòmetres a l'est de la capital de Bulgària, Sofia, a 100 quilòmetres de Burgàs, el port més gran del país, a 130 quilòmetres de la frontera amb Grècia i 130 quilòmetres de la frontera amb Turquia. Està situada en la proximitat de les ciutats de Yambol i Nova Zagora.
La ciutat és coneguda pels seus banys minerals l'aigua dels quals és utilitzada per tractar malalties del fetge i el sistema nerviós.
La ubicació geogràfica més visitada a la ciutat és la Karandila. És un pujol de 1050 metres sobre el nivell del mar, amb grans vistes sobre la ciutat. Karandila és el lloc del festival anual Karakachani que es fa a Bulgària cada juliol.
Karandila està situada al parc natural Sinite Kamuni el cim del qual, Bulgarka (1181 metres), és el més alt a les muntanyes dels Balcans orientals.

## Demografia
D'acord amb l'Institut Nacional d'Estadística de Bulgària, a partir de febrer de 2011, la població total del Municipi de Sliven és de 122.963 habitants mentre que a la ciutat de Sliven viuen 89.848 habitants. La ciutat és anomenada la "Capital mare menor" d'Europa, amb 177 naixements per cada 1000 habitants el 2008.
Gran part de la població ha estat emigrant a Espanya per al treball agrícola, sobretot d'ètnia gitana.

### Romanís
Sliven té una de les comunitats i ghettos més grans de sintis (gitanos d'influència germànica) i romanís a Europa. Prop de 20.000 persones viuen en l'amuntegament i en condicions higièniques difícils.

### Grups ètnics

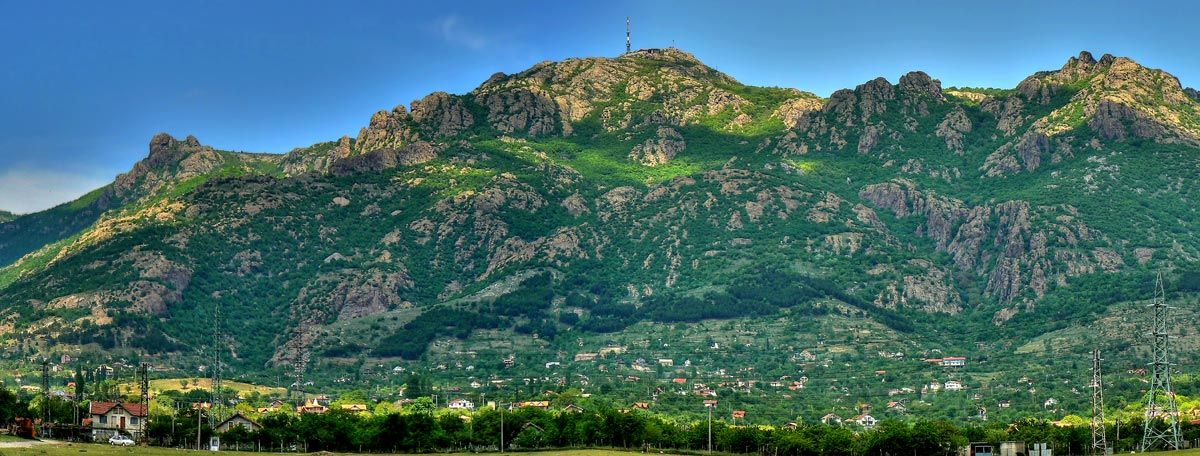
Vista de Karandila.

Membres dels següents grups ètnics són representats en la població de la ciutat.
- Búlgars (~80%)
- Turcs
- Armenis
- Jueus
- Gitanos (~15%)
- Sarakatsani (arumans)

## Economia
L'economia de Sliven s'ha centrat en la indústria des de principis del segle xix. En 1834, Dobri Zhelyazkov va establir la primera fàbrica a les terres de Bulgària, a partir del desenvolupament industrial a Bulgària. Sliven va ser un dels centres industrials més grans a Bulgària, jugant un paper important durant el renaixement nacional búlgar. Té tradicions de llarga durada en tèxtils, maquinària, fabricació de vidre, producció química, i les indústries tècniques i d'aliments.
Després del començament del règim comunista a Bulgària el 1944, la majoria de les indústries van ser nacionalitzades i molts dels edificis industrials van ser impulsats. La indústria va continuar desenvolupant-se fins a la caiguda del comunisme, al punt que moltes plantes i fàbriques van tancar i va haver-hi molt poc desenvolupament.
En l'època contemporània, Sliven ha experimentat un gran augment en l'economia, amb un augment de la inversió, els bancs i les noves indústries, han començat a sorgir. La indústria làctia, que ha estat present, continua creixent i prosperant. La indústria del vi, amb empreses com Vinprom i Vini Sliven i prop d'una desena més, continuen creixent com el raïm creixent ràpidament a causa de les condicions meteorològiques. En termes de la indústria pesant, Sliven és la llar d'una planta que produeix la maquinària utilitzada per tallar metalls. La ciutat també produeix llums elèctrics i maquinària elèctrica.

## Cultura
Hi ha molts edificis de la ciutat construït a l'estil de l'Arquitectura Nacional de la Renaixença, incloent-hi la Casa-Museu Hadzhi Dimitur. Situat al sud de la ciutat occidental i mostra a la gent un complex d'una casa i una fonda.